# France Zupan (slikar)
France Zupan, slovenski slikar, * 6. november 1887, Ljubljana, † 28. februar 1975, Ljubljana.

## Življenje in delo
Oče mu je bil čevljar Josip, mati mu je bila Franja (roj. Rojc). Zupan je v rojstnem mestu obiskoval 4 razrede gimnazije (1901–1905) in učiteljišče kjer je leta 1909 maturiral. Po maturi je 3 leta obiskoval zasebno slikarsko šolo Riharda Jakopiča. Vse življenje je preživel v Ljubljani, kjer je imel svoj atelje. Nekaj časa je poučeval risanje na ljubljanskem učiteljišču.
Zupan se je uveljavil kot izrazit krajinar, poleg ljubljanskih je slikal zlasti motive iz Slovenskih goric, Koroške, Dalmacije, Črne gore, Skopja in Sarajeva. Izhajal je iz Jakopičevega barvno stopnjevanega impresionizma in deloma iz tradicije secesije. Leta 1922 se je pridružil Klubu mladih, vendar ekspresionizma ni osvojil, opustil pa je barvito slikovitost in začel predmete približevati kubizmu. Čez nekaj let so postale pod vplivom fauvizma slike ponovno zelo intenzivne. Zupan je zrelost dosegel v desetletju po letu 1934, vrh ustvarjalnosti pa v 50. letih 20. stoletja. Slikal je v akvarelu, pastelu, gvašu in tudi v olju, po 2. svetovni vojni pa zlasti v temperi. Njegova dela so v stalnih galerijskih zbirkah v Splitu, Novem Sadu, Pragi, Londonu in Ljubljani.